# 北條景廣
北條景廣出生於天文17年（1548年），卒於天正7年（1579年）2月3日，是日本戰國時代的武將。越後國上杉家家臣，厩橋城、北條城主。乃是北條高廣之子，又名長國，通稱彌五郎，自稱丹後守。
北條景廣曾經參與川中島之戰，因作戰勇猛而有鬼彌五郎的異名，名列為上杉二十五將其中之ㄧ，並參加上杉氏的關東戰略攻打小田原城，作為謙信麾下的勇將出名。
1563年時隨父親北條高廣從越後北條城轉封到上野厩橋城，成為上杉謙信派駐東上野的代官，負責監視關東動態，在1566年一度倒戈至北條家令上杉謙信的關東攻略受到嚴重打擊，在1569年越相同盟成立後經由北條氏康仲介重歸上杉謙信麾下。
1574年北條高廣隱居，北條景廣繼為家督，擔任厩橋城主。1578年，上杉謙信死後，養子上杉景勝與上杉景虎為繼承權爆發御館之亂，北條景廣和本庄秀綱、上杉景信加入景虎軍，是景虎軍的主要戰力之一，北條景廣為支援上杉景虎離開厩橋城把主力軍帶回越後的舊領北條城，並支援上杉景虎的御館城，和上杉景勝軍展開會戰。
翌年，北條景廣在府中八幡宮參籠（閉居於神社、寺院中齋戒祈禱）時，被上杉景勝的部將荻田長繁（主馬）刺殺傷重而亡，北條景廣作為上杉景虎倚重的戰力，他的陣亡是景虎軍武將失去向心力大量投降上杉景勝的關鍵。